# روبرت كينغ هاي
روبرت كينغ هاي هو سياسي أمريكي، ولد في 9 أبريل 1924 في Flat Creek, Tennessee ‏ في الولايات المتحدة، وتوفي في 30 أغسطس 1967 في ميامي في الولايات المتحدة. نشط حزبياً في الحزب الديمقراطي.